# Canta Gallo
Canta Gallo es un corregimiento del distrito de Alanje, provincia de Chiriquí, Panamá. Fue creado a través de la Ley 41 del 30 de abril de 2003. La localidad tiene 577 habitantes (2010).

## Geografía
Se ubica en el centro del distrito de Alanje, limita al norte con el corregimiento de El Tejar, al sur con la bahía de Charco Azul, al este con los corregimientos de Alanje y Palo Grande; y al oeste con el corregimiento de Santo Tomás.